# Judenlager Milbertshofen
Judenlager Milbertshofen was een werkkamp en getto voor Joden in München. Officieel was het een Außenlager van concentratiekamp Dachau. Het kamp bevond zich in de Knorrstraße, München en werd aanvankelijk opgezet om Joden in te laten werken. Later werd het kamp gebruikt voor deportaties naar diverse concentratie- en vernietigingskampen. Op 20 november 1941 vertrok het eerste transport en op 19 augustus 1942 werd het kamp, nadat alle gevangenen waren gedeporteerd, opgeheven.
Op de plaats waar het kamp zich bevond, staat sinds 1982 een monument ter nagedachtenis aan de gedeporteerde Joden.
Alfabetisch op naam.  Indien een kamp meerdere rollen had, staat het in de "hoogste" groep.
Zie ook: Lijst van naziconcentratiekampen · Jappenkampen in Nederlands-Indië · Lijst van jappenkampen